# 豊利県 (張家口市)
豊利県（ほうり-けん）は、中国にかつて存在した県。現在の河北省張家口市沽源県南部に相当する。
1193年（明昌4年）、金朝により設置された。元代に廃止されている。